# Лілова куля (фільм)
«Лілова куля» (рос. «Лиловый шар») — російський радянський дитячий художній фільм, знятий в 1987 році режисером Павлом Арсеновим за мотивами однойменної повісті Кіра Буличова з циклу «Пригоди Аліси». Прем'єра відбулася в січні 1988 року.
Головну роль Аліси Селезньової знову грає Наташа Гусєва, яка повернулася до неї після роботи в телефільмі «Гостя з майбутнього». Тим не менш, фільм, як і книга, не є прямим продовженням «Гості» і її книги-першоджерела «Сто років тому вперед». На відміну від «Гості», «Лілова куля» знятий в більш похмурих і темних тонах. Хоча фільм був знятий більш якісно в художньому плані, ніж «Гостя», він все ж не набув такого успіху, який мав телефільм.

## Сюжет
Дія фільму відбувається через три роки після подій «Гості з майбутнього», в 2087 році. Аліса зі своїм батьком, професором Селезньовим і капітаном космічного корабля «Пегас» Зеленим вирушили в космос, щоб зустрітися з кораблем друга Селезньова, космічного археолога Громозеки. Разом з ними на борту знаходиться жаба, яку Аліса прихопила з Епохи Легенд. За її словами, жаба є зачарованою царівною, яку, як вважає чарівник Ууух, може розчаклувати тільки кохання. Зелений на дух не переносить жабу (так як це суперечить статуту), але все ж поступається Алісі, яка погоджується тримати жабу в своїй каюті. У точці зустрічі вони знаходять порожній, рухомий лише за інерцією космічний корабель невідомого походження. Там герої зустрічаються з Громозекою — він ще раніше знайшов цей корабель і почав дослідження його нутрощів.
Корабель виявився «Чорним мандрівником» — легендарним кораблем-завойовником, який, згідно космічним легендам, в далекому минулому підкорив безліч планет. Вивчаючи знайдені на кораблі матеріали, герої дізнаються, що багато тисяч років тому його господарі, прилетівши на Землю, залишили на ній лілову кулю — свого роду бактеріологічну бомбу уповільненої дії. Ця куля повинна вибухнути, коли прибульці, які вчиняють в своєму кораблі величезне коло по Галактиці, знову наблизяться до Землі. Після вибуху кулі з нього вирветься страшний вірус ворожнечі, під дією якого земляни негайно зненавидять один одного і візьмуться вбивати всіх, хто попадеться під руку. Після того, як все живе загине, господарі «Чорного мандрівника» збиралися захопити Землю з готовою інфраструктурою і влаштуватися на ній. Розрахунковий момент підриву лілового кулі — 16 серпня 2087 року у 8 годин 45 хвилин. Але, як вже з'ясували наші герої, прибульці з «Чорного мандрівника» давно загинули — на ньому в далекому минулому була розбита така ж лілова куля, і його мешканці перебили один одного. Їх мертвий корабель лише за інерцією продовжує свій шлях по просторах Галактики, але вся біда в тому, що лілова куля, залишена десь на Землі, все ще чекає своєї години, щоб вибухнути, тому що смерть її господарів на неї ніяк не відбилася. Селезньов, Зелений, Громозека і Аліса підраховують, що вибух кулі повинен відбутися вже через десять днів, і тут же, не втрачаючи дорогоцінного часу, направляють свій корабель назад до Землі.
При підльоті до Землі вони намагаються пояснити наземним службам космодрому, яка ж небезпека через лічені дні загрожує Землі, але їм не вірять і примусово саджають «Пегас» на землю всередині карантинного крейсера, оскільки його екіпаж підозрюють у масовому психозі. Тим часом, місце на Землі, куди прибульці помістили кулю, нікому не відомо і знайти його будь-якими сучасними приладами неможливо. Відомо лише, що попереднє відвідування Землі господарями «Чорного мандрівника» відбулося в самому кінці Епохи Легенд — виявленого працівниками Інституту часу періоду в історії людства, коли дійсно існували чудеса, чарівники, дракони та інші казкові герої. Аліса вирішує, що єдино можливий варіант дій в ситуації, що склалася — це їй переміститися на машині часу в ту саму Епоху Легенд (благо вона там колись уже була і завела там собі знайомих) і, вистеживши розвідкатер «Чорного мандрівника», дізнатися, куди прибульцями була поміщена лілова куля, і потім якось знешкодити цю бомбу уповільненої дії. Аліса з Громозекою відправляються в минуле за допомогою влаштованого на борту «Пегаса» зменшеного, мобільного варіанту машини часу.
Там, незважаючи на всі перешкоди, учинені Алісі з Громозекою місцевими аборигенами — казковими злодіями Кощієм Безсмертним, Бабою Ягою, Людоїдом і Коноїдом, Аліса з великою допомогою Громозеки, місцевого хлопчика Герасика і доброго чарівника Уууха, а також за допомогою шапки-невидимки, прибуває на місце посадки розвідкатера «Чорного мандрівника» і вистежує, куди прибульці ховають кулю з вірусом ворожнечі — під величезний валун на галявині ялинового лісу. Добувши кулю, Аліса з Громозекою прощаються з Ууухом і Герасиком і повертаються у свій час на свій корабель, все так же заблокований наземними службами на космодромі. Раптом слідом за Алісою і Громозекою з машини часу несподівано з'являється чарівник Ууух і каже, що він згадав, що хотів сказати Алісі ще в Епосі Легенд, але його зупиняє Аліса і каже, що потрібно терміново вирішувати щось з кулею — вона може ось-ось вибухнути. Тоді Ууух бере у них кулю і за допомогою магії закидає її на Сонце, де небезпечний вірус згорає без сліду, і Земля, таким чином, виявляється врятована від катастрофи.
Після цього Ууух нарешті говорить те, що він хотів сказати — що зачаровану жабу може розчаклувати тільки кохання, і після цих слів та перетворюється на красиву дівчину. Видно, що капітан корабля Зелений до неї явно небайдужий, хоча на початку всієї історії, помітивши жабу на борту, він наказував Алісі негайно викинути її за борт. Фільм завершується великим планом очей Аліси, яка дивиться, як Ууух, попрощавшись з нею, переноситься назад у минуле.

## У ролях
У головних ролях
- Наташа Гусєва — Аліса Селезньова
- Саша Гусєв — Герасик
- В'ячеслав Невинний — Громозека
- Борис Щербаков — професор Селезньов, батько Аліси
- В'ячеслав Баранов — Зелений, капітан космічного корабля

у другорядних
- Світлана Харитонова — Баба-Яга
- Ігор Ясулович — Кощій
- Віктор Павлов — Людожер
- Сергій Никоненко — Коноїд
- Володимир Носик — Ууух, чарівник
- Марина Левтова — Царівна-жаба

В епізодах
- Віктор Владиславлєв
- Юрій Дубровін
- Микола Томашевський
- А. Карташов
- Микола Тагин
- Микола Сулімовський
- Маргарита Сулімовська

## Знімальна група
- Автор сценарію — Кір Буличов
- Режисер-постановник — Павло Арсенов
- Оператор-постановник — Сергій Ткаченко
- Художник-постановник — Петро Пашкевич
- Художник по костюмах — Людмила Строганова
- Композитор — Євген Крилатов
- Пісня на вірші — Юрія Ентіна
- Звукооператор — Борис Голєв
- Режисери — Ірина Колева, Ганна Вікторова
- Оператор — Віктор Ульянкін
- Художник-гример — Тетяна Колосова
- Монтажер — Тамара Кривошеїна
- Редактор — Андрій Іванов
- Комбіновані зйомки:
  - Оператори — Юрій Іванов, Олександр Ертель
  - Художники — В. Глазков, Валерій Мазохін
- Головний консультант — льотчик-космонавт СРСР Георгій Гречко
- Художник-ляльковод — Володимир Птіцин
- Художник-дизайнер — Євген Терентьєв
- Художник — Володимир Душин
- Художники-декоратори — І. Сапожникова, С. Оніпенко
- Постановка трюків — Валерій Павлотос, Олег Коритін
- Майстер по світлу — Ю. Майборода
- Кольороустановник — В. Россихин
- Державний симфонічний оркестр кінематографії СРСР
  - Диригент — Емін Хачатурян
- Директор знімальної групи — Валерій Фатєєв
- Дресирувальник — Микола Морозов

## Технічні дані
- Виробництво: Центральна кіностудія дитячих та юнацьких фільмів імені М. Горького / Ялтинська філія /. Перше творче об'єднання
- Художній фільм, односерійний, кольоровий

## Факти
- В'ячеслав Невинний, Борис Щербаков, Володимир Носик, Ігор Ясулович і В'ячеслав Баранов знялися і в попередньому фільмі Павла Арсенова про Алісу — «Гостя з майбутнього», але на відміну від Наташі Гусєвої, там вони грали інших персонажів.